# Gustav Vigeland

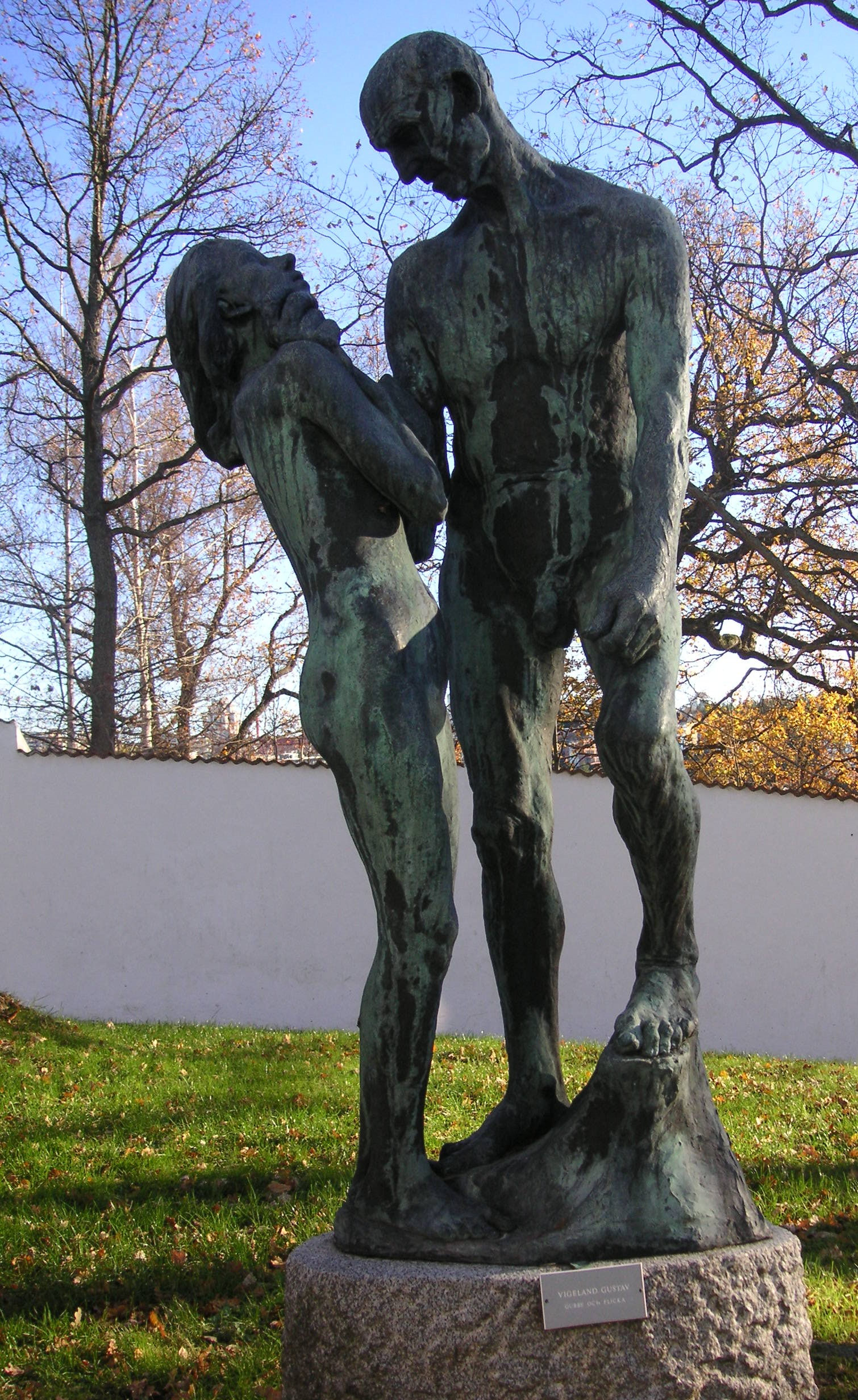
"Gubbe och flicka" vid Thielska galleriet i Stockholm.

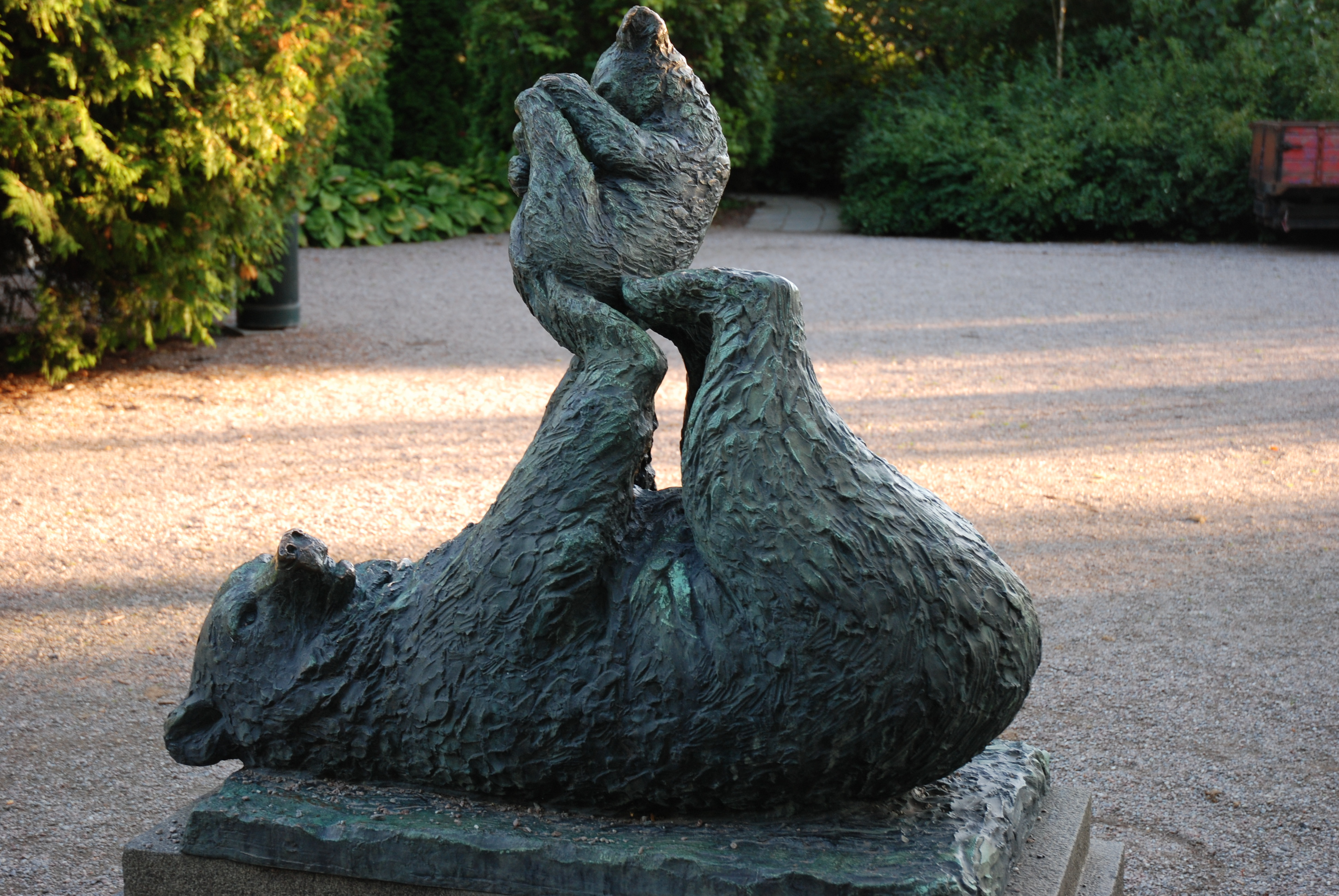
Lekande björnar i Marabouparken i Sundbyberg.

Adolf Gustav Vigeland, född 11 april 1869 i Halse, Mandal, död 12 mars 1943 i Oslo, var en norsk skulptör, mest känd för skulpturparken Vigelandsanlegget i Frognerparken i Oslo. Det är naturalistiska skulpturer med människans livsstadier som huvudtema.
Gustav Vigeland har även gjort den medalj som utdelas i samband med Nobels fredspris.

## Biografi
Gustav Vigeland for till sjöss en tid i sin ungdom och kom 1887 till Kristiania (Oslo). Han började där studera skulptur för Brynjulf Bergslien och Mathias Skeibrok, fortsatte sina studier ett år hos Vilhelm Bissen i Köpenhamn och därefter i Frankrike, Italien och England, varefter han varit bosatt i Kristiania. Hans första betydande verk var gruppen Förbannad (1892; den framställer en åldrig man, som jämte sin stam av hämnande makter drivs i rastlös flykt genom livet). Samma år modellerade han Ung flicka, en naken staty i naturlig och ograciös ställning, karakteriserad med omedelbar känsla, och året därefter Gud skapar djuren, relief i brons (alla dessa tre arbeten i Nationalgalleriet i Oslo). Andra reliefer från detta skede är Drinkarna, Helhästen, Domedag och Helvetet. Den sistnämnda omarbetades 1897, sedan Vigeland ett år studerat i Italien och där tagit starka intryck av Donatellos reliefer.
I sin nya version var "Helvetet" fullt modern i komposition och formgivning (båda i brons i Nationalgalleriet, i gips i Trondheims konstförening). En serie varianter av motivet "mannen och kvinnan" följer under dessa år och framåt: Natten (Nationalgalleriet), Eros och Psyche,  Viftaren, Omfamning, Kyss, Mannen med kvinnan på sina knän, De nedböjda, Dans, Tröst, Barnet, Orfeus och Eurydike. Alltså bilder som framställer kärlekens berusning och lidelse, men även hopplöshet och förtvivlan. Till denna stoffkrets hör även grupperna De gamla minnena samt Eremiten, en åldrig, vissnad man, omgiven av tre barn (1898, Nationalgalleriet). Senare tillkom flera nya bronsgrupper, tillhörande samma ämneskrets (i Nationalgalleriet och i Thielska galleriet i Stockholm). Från det nya århundradet förskriver sig bland annat en rad porträttbyster, de äldsta raskt improviserade, brett impressionistiskt hållna, de senare mer monumentala, formen energiskt utmejslad, det väsentliga i karaktären starkt betonad. Bland dessa porträtt är Obstfelder (1896, relief), målaren Emanuel Vigeland (1896), H. Iøsen (1901, Trondhjems galleri), Björnstjerne Björnson (1901, marmor, Nationalgalleriet), S. Bugge(1902, Stockholms Nationalmuseum), Oskar II, K. Hamsun, A. Garborg (alla tre 1903), J. Lie (1904, jämte flera av dessa i Nationalgalleriet), G. Heiberg (1905). Sistnämnda år utfördes även den karaktärsfulla statyetten av Asta Hansteen.
Gustav Vigelands formstil hade visat utveckling från naturalism och impressionism till Donatello. I sina dekorativa arbeten för Trondheims domkyrka (1898 och följande år) lät han sig påverka av gotikens anda och stränga stil utan att likväl uppge något av sin kraftiga individualitet.
Han upptogs samtidigt av stora monumentala uppgifter. Skissen till monument över matematikern N. H. Abel (i brons i Stockholms Nationalmuseum) blev vid utlyst tävlan 1902 förkastad, emedan den inte fyllde det uppgivna programmets fordringar, men konstnären utförde ändå monumentet i dess fulla storlek, varpå det uppställdes i Slottsparken och avtäcktes 1908. Abel framställs som en naken yngling, buren av två vinglösa manliga gestalter i framåtflygande ställning - konstnären har velat ge "en idealisering, en mytologisering av geniet, andens segling genom rymden med blicken fäst på avlägsna mål" (J. Thiis). Statyn av Henrik Wergeland - stående, utmärkt karakteriserad, utförd med kraftig realism - avtäcktes samma dag 17 juni 1908 i Kristiansand och i Fargo, North Dakota. 1911 avtäcktes i Kristiania monumentet över tonsättaren Nordraak. Här framställs musikens genius - med Nordraaks drag -, som i en bergshåla spelar på ett osynligt instrument, så att tonerna tyckas brusa ut ur själva fjället. Samma år avtäcktes i Kristiania författarinnan U. Collelts staty. Samtidigt arbetade Vigeland på Roosevelts ryttarstaty för Fargo. 1912 avtäcktes en staty av Tordenskjold i Kristiania och 1916 en av Björnstjerne Björnson i Bergen. Samma år uppställdes ödlefontänen i Kristiania.
Mellan 1924 och 1943 var Gustav Vigeland sysselsatt med anläggningen i Frognerparken som utgörs av 212 skulpturer i brons, granit och smidesjärn, vilka tillsammans består av ungefär 600 figurer på temat människans livscykel.  Granitpelaren Monolitten består av 121 stenfigurer.